# Émigration tessinoise
L’émigration tessinoise est un phénomène ancien lié à l'insuffisance des ressources locales pour satisfaire aux besoins de toute la population.
Cette émigration était souvent saisonnière ou temporaire, vers à Milan ou dans les autres villes italiennes. À la fin de la saison, les travailleurs rentraient chez eux.
Avec le développement des transports, les Tessinois sont aussi partis en France, en Grande-Bretagne et dans d’autres pays européens. Parfois le séjour à l’étranger se poursuivait pendant plusieurs années et devenait même définitif.

## L’émigration en Europe
La péninsule italienne a été durant plusieurs siècles la principale et souvent unique destination de l’émigration saisonnière. Pour des périodes plus longues, on allait en France, en Grande-Bretagne et dans d’autres pays européens.
Dans le secteur de la construction, les Tessinois travaillaient comme maçons, tailleurs de pierres, chefs de chantiers, stucateurs ou sculpteurs. Les maestri comacini sont les artistes les plus fameux du Tessin et de la Lombardie pendant le Moyen Âge. Au XVIe siècle les architectes Domenico Fontana, Carlo Maderno et Francesco Borromini s’illustrent à Rome par leurs constructions. Plus tard, on trouve de nombreux architectes tessinois en Russie (Domenico Trezzini, Antonio Adamini, Domenico Gilardi, Giorgio Ruggia).
Dans le commerce, les habitants du val Blenio sont chocolatiers à Milan, marchands de marrons dans de nombreuses villes, entre autres Lyon et Paris, et restaurateurs à Londres.
Dans le secteur des services, les métiers exercés à l’étranger étaient porteurs, sommeliers, chaudronniers (du val Colla), rémouleurs, vitriers (de Claro), briquetiers (du Malcantone), ramoneurs (du val Onsernone). Les adultes étaient souvent accompagnés de jeunes garçons qui devaient s’occuper de travaux très dangereux et malsains. Un exemple typique était celui des ramoneurs qui devaient descendre à l’intérieur des cheminées.
Au début du XIXe siècle, les Tessinois en Italie étaient environ dix mille et plus de dix mille personnes émigraient chaque année dans les différents pays européens. En 1858, environ huit mille Tessinois étaient inscrits à l’ambassade suisse de Paris.
En 1853, le général Radetzky, gouverneur du Royaume lombard-vénitien, ordonne l’expulsion des Tessinois et la fermeture de la frontière. Plus de six mille Tessinois furent expulsés ce qui conduisit à une grave crise au Tessin. Il a fallu s’occuper de toutes ces personnes sans travail. La mesure a été abrogée deux années plus tard.

## L’émigration en Californie
L’émigration tessinoise vers la Californie durant le XIXe siècle a débuté lors de la découverte de l’or. Les deux premiers émigrés furent des habitants de la Leventine qui arrivèrent à San Francisco en 1849. Les années suivantes le nombre d’émigrés augmente et varie entre moins de cent et plusieurs centaines. La majorité provient des vallées supérieures du Tessin, surtout du val Maggia et de la Leventine. Il arrivait que la Commune ou la Commune bourgeoise prêtait l’argent pour le voyage. Il fallait souvent hypothéquer les biens immobiliers ou faire un emprunt privé. L’émigrant s’adressait à une agence d’émigration et signait un contrat qui précisait le parcours et les menus des repas. Il fallait prendre la diligence et souvent passer à pieds le col du Saint-Gothard. À Lucerne on pouvait prendre le chemin de fer.
Le Havre, Hambourg et Anvers étaient les principaux ports d’embarquement des passagers vers les pays d’outre-mer. Parfois les émigrants devaient s’arrêter un certain temps à Londres pour pouvoir payer le voyage vers l’Amérique.
Le voyage durait plusieurs mois car il fallait contourner l’Amérique du Sud ou débarquer à Colón et traverser l’isthme de Panamá. La construction du premier chemin de fer transcontinental reliant New York à San Francisco réduisit fortement la durée du voyage.
La conjoncture économique et les événements politiques et climatiques influencent le nombre d’émigrés. Dans le cas du Tessin, l’expulsion des Tessinois du Royaume lombard-vénitien conduisit à une forte hausse de l’émigration vers la Californie. Les vicissitudes politiques cantonales, les inondations qui détruisent les récoltes et les champs augmentent les candidats à l’émigration. D’autre part, aux États-Unis la guerre de sécession et les crises économiques sont des freins à l’émigration. Il s’agit des facteurs push et pull des migrations.
En analysant les feuilles du recensement californien de 1870, Perret trouve 882 Tessinois mais il précise que le nombre véritable était peut-être le double. Selon le recensement de 1930 la population des colonies tessinoises en Californie était d’environ 20 000 sur un total de 5 677 251 habitants. Le nombre total des Tessinois qui se sont rendus en Californie pendant le XIXe siècle est beaucoup plus grand car de nombreuses personnes sont rentrées au Tessin après quelques années passées aux États-Unis.
En Californie, la grande majorité des Tessinois s’occupe de l’élevage du bétail et de la commercialisation du lait. Dans les récits des émigrants on parle souvent du travail pénible des trayeurs qui devaient s’occuper d’un grand nombre de vaches. Les ranch étaient beaucoup plus grands que les petites exploitations agricoles dans les Alpes. Par ailleurs en hiver il fallait chercher une autre occupation dans les scieries ou les industries.
Très souvent l’émigré commençait comme vacher mais avec ses épargnes et un crédit bancaire il pouvait acquérir un petit ranch. En 1896 fut fondé à Locarno la Banca Svizzera Americana, avec des succursales à San Francisco et San Luis Obispo, pour récolter l’épargne des émigrés.
Les mineurs étaient peu nombreux, surtout après l’épuisement des filons aurifères. Il arrivait qu’au début l’émigré commence à travailler dans une mine mais c’est dans l’élevage du bétail qu’il avait l’habitude de travailler au Tessin.
L’émigration tessinoise a complètement cessé après la deuxième guerre mondiale. La deuxième et surtout la troisième génération s’est assimilée dans la population locale selon le phénomène du melting pot. Le patois tessinois et la langue italienne sont abandonnés. Les agriculteurs sont devenus une minorité mais possèdent des ranches plus grands. Les descendants des émigrés exercent tous les métiers et se sont dispersés dans tous les États. Les noms de famille, les noms des routes et les pierres tombales sont les principales traces actuelles de l’émigration tessinoise.
L’émigration a conduit à un déséquilibre démographique dans les petits villages de montagne et à l’abandon des pâturages les plus difficiles. Mais d’autre part, les investissements et les dons des émigrés ont contribué à la rénovation des maisons et des bâtiments religieux. La figure du riche oncle d’Amérique est souvent présente dans les récits populaires.

## L’émigration en Australie
La ruée vers l’or australien a commencé en 1851, quelques années après celle de l’or californien. La découverte de l’or dans l’État de Victoria a incité des dizaines de milliers d’Européens et de Chinois à émigrer en Australie.
Les premiers émigrés font rapidement fortune et alors de nombreux autres chercheurs d’or se rendent en Australie. Le voyage était dangereux et durait jusqu’à cinq mois. Plus tard, avec les paquebots à vapeur le temps passé en mer diminua et le voyage devint plus sûr.
En Australie, les chercheurs d’or devaient payer une taxe pour pouvoir faire des recherches dans un endroit bien délimité. Cette taxe anticipée était très contestée et en 1854 il y eut une révolte avec plusieurs morts (Eureka Stockade à Ballarat).
Le travail était très pénible. Il fallait creuser avec des pelles et des pics et porter à la surface tout le matériel des fouilles. Le découragement était fréquent et de nombreux Tessinois sont revenus au pays plus pauvres qu’au départ. En 1863, le commissaire du district de Lugano déconseille l’émigration en Australie.
Entre 1850 et 1860, environ 2300 Tessinois, presque tous provenant surtout du Sopraceneri, se sont rendus en Australie. On estime qu’un tiers des Tessinois est resté définitivement dans ce pays mais a dû chercher une autre occupation (paysans, viticulteurs, négociants, aubergistes). L’intégration dans la société australienne ne fut pas facile mais la deuxième génération ne parlait déjà plus l’italien et les liens avec le Tessin se limitaient à de brèves visites lors de voyages en Europe.

## L’émigration en Argentine
Pendant le XIXe siècle de nombreux Tessinois, en particulier des régions de Lugano et de Mendrisio, participèrent à la colonisation de l’Argentine et d’autres pays de l’Amérique du Sud. Il fallait trois mois pour arriver à Buenos Aires avec un bateau à voile. Plus tard, avec les paquebots à vapeur, la durée du voyage était d’environ un mois.
Les Communes et la Confédération favorisaient l’émigration. L’office fédéral de l’émigration s’occupait des personnes qui partaient pour chercher de meilleures conditions d’existence. Un subside était encore attribué en 1937 aux familles qui s’établissaient en Argentine. L’office veillait aussi aux conditions de voyage en surveillant les agences d’émigration et les compagnies de navigation. Un consul suisse au Havre conseillait les émigrants.
En Argentine les Tessinois trouvaient un pays dont le nombre d’étrangers augmentait d’environ 6 % chaque année (entre 1869 et 1895 le nombre a quintuplé). Les conditions de vie étaient difficiles avec des épidémies (fièvre jaune en 1871, choléra en 1874), l’instabilité politique, les guerres civiles et les dévaluations monétaires. Des sociétés de secours mutuels sont créées pour aider les suisses dans le besoin. La Société philanthropique suisse de Buenos Aires, fondée en 1861, avait 190 membres et elle s’occupait des Tessinois malades ou sans argent.
Les émigrés tessinois habitent en majorité dans les villes argentines. Les colonies agricoles suisses étaient composées de Valaisans et de Fribourgeois. La tentative de colonisation agricole de Mosè Bertoni a été une expérience scientifique et sociale intéressante mais une faillite du point de vue économique.
Dans le secteur de la construction, les Tessinois travaillent comme maçons, marbriers, charpentiers, plâtriers, chefs de chantier et architectes. Dans le secteur commercial, on trouve des aubergistes, des commerçants, des industriels et des banquiers. Dans les professions libérales les Tessinois sont médecins, pharmaciens, ingénieurs, avocats et enseignants. Dans le livre de Pedrazzini les carrières professionnelles et politiques des Tessinois sont décrites de manière très détaillée. Les dynasties des Bernasconi, Chiesa, de Marchi, Matti, Pellegrini, Quadri et Soldati ont joué un rôle important dans la vie économique et même politique de l’Argentine.
À côté de ces émigrés qualifiés on trouve naturellement toutes les autres professions typiques des Tessinois de l’époque (ramoneurs, chaudronniers, porteurs, vachers et sommeliers).
L’Argentine favorisait l’immigration et avait même ouvert un consulat à Bellinzone. Toutefois, les coups d’État et les guerres civiles freinaient l’émigration vers l’Amérique latine.
L’émigrée tessinoise la plus connue est la poétesse Alfonsina Storni qui avait quatre ans lorsque ses parents allèrent en Argentine. Son père avait ouvert une fabrique de bière à San Juan et plus tard une auberge à Rosario.
Les Tessinois revenus au pays après avoir fait fortune bâtirent des palais et participèrent à l’industrialisation du Sottoceneri. La luxueuse villa Argentina à Mendrisio fut construite par l’architecte Antonio Croci pour Giovanni Bernasconi et la villa Buenos Aires à Castel San Pietro est aussi le fruit de l’émigration en Argentine.
À partir de 1869 et jusqu’en 1892 plusieurs centaines de Tessinois partirent chaque année vers l’Amérique du Sud. En consultant les archives consulaires et privées, Pedrazzini donne le nom et la commune d’origine de 6 470 Tessinois émigrés en Argentine. Cet auteur, qui fut le président de la Société philanthropique suisse de Buenos Aires, estime que l’émigration a été avantageuse pour 10 % des Tessinois, neutre pour 50 % et négative pour 40 %.
De par leur naissance, la deuxième génération des émigrés obtient automatiquement la nationalité argentine. Elle ne parle plus le patois tessinois et parfois elle modifie le nom pour faciliter la prononciation. D’autre part, depuis la deuxième guerre mondiale l’émigration a cessé et les membres des sociétés patriotiques sont de moins en moins nombreux.